# Cebrio apicalis
Cebrio apicalis là một loài bọ cánh cứng trong họ Cebrionidae. Loài này được Chevrolat miêu tả khoa học năm 1882.